# Tretocephala decidua
Tretocephala decidua är en svampart som beskrevs av Subram. 1995. Tretocephala decidua ingår i släktet Tretocephala, divisionen sporsäcksvampar och riket svampar.   Inga underarter finns listade i Catalogue of Life.